# Nandlstadt
Nandlstadt è un comune tedesco di 4 963 abitanti, situato nel land della Baviera.